# Kristaps Porziņģis
Kristaps Porziņģis (wym. [ˈkris.taps ˈpuɔr.ziɲ.ɟis]; ur. 2 sierpnia 1995 w Lipawie) – łotewski koszykarz, występujący na pozycjach silnego skrzydłowego lub środkowego, od 2023 zawodnik Boston Celtics.
W 2015 roku został wybrany z 4 numerem draftu NBA przez New York Knicks. Przed wyborem w drafcie występował w lidze ACB w zespole CB Sevilla.
W sezonie 2015/2016 zajął drugie miejsce w głosowaniu na debiutanta roku NBA.
31 stycznia 2019 trafił w wyniku wymiany do Dallas Mavericks. 10 lutego 2022 został wytransferowany do Washington Wizards. 23 czerwca 2023 wymieniono go do Boston Celtics.

## Osiągnięcia
Stan na 16 września 2023, na podstawie, o ile nie zaznaczono inaczej.

### NBA
- Powołany do udziału meczu gwiazd NBA (2018[a])
- Zaliczony do I składu debiutantów NBA (2016)[9]
- Zwycięzca konkursu Skills Challenge (2017)[10]
- Uczestnik Rising Stars Challenge (2017)[11]

### Indywidualne
- Zawodnik Roku All-Europeans (2016)
- Wschodząca Gwiazda EuroCup (2015)
- 2-krotnie zaliczony do I składu najlepszych młodych zawodników ACB (2014, 2015)

### Reprezentacja
- Uczestnik mistrzostw Europy U–18 (2013 – 4. miejsce)
- Zaliczony do I składu Eurobasketu U–18 (2013)
- Lider w blokach Eurobasketu:
  - 2017
  - U-18 (2010)